# Jules Déchin

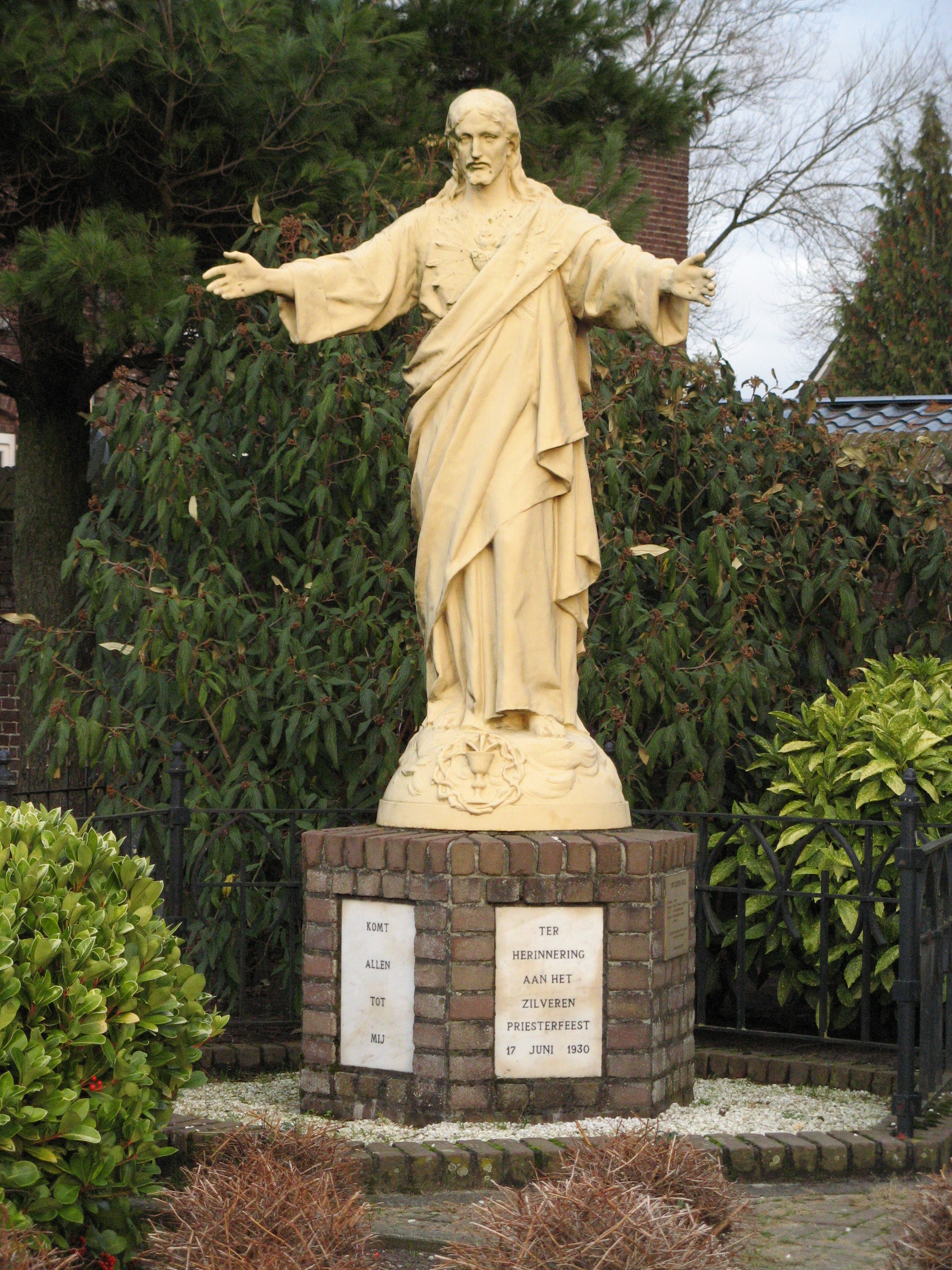
Heilig Hartbeeld (Oploo) (1930)

Jules Déchin (Rijsel, 1869 - Parijs, 1947) was een Frans beeldend kunstenaar die vooral bekend is om enkele oorlogsmonumenten en om het ontwerp van een Heilig Hartbeeld dat op talloze plaatsen te vinden is.
Déchin volgde zijn opleiding in zijn geboortestad Lille. In deze stad zijn ook nu nog enkele beelden van zijn hand te vinden.
In de jaren twintig van de 20e eeuw ontwierp hij een Heilig Hartbeeld, dat werd gegoten in Frankrijk. Exemplaren van het beeld, al dan niet met een aangepaste grootte, zijn te vinden in onder meer Vaticaanstad, Chili, en in meerdere plaatsen in België (onder andere Sint-Mariaburg) en Nederland (onder andere Oploo en Volkel). 
Déchin ontwierp eveneens enkele monumenten ter nagedachtenis aan de Eerste Wereldoorlog. Deze staan in Chaulnes, Gueudecourt, Framerville-Rainecourt, Lezennes en Roye.
- Bibliothèque nationale de France: cb149725953 (data)
- Gemeinsame Normdatei: 135990432
- International Standard Name Identifier: 0000 0000 0254 0888
- RKD-Nederlands Instituut voor Kunstgeschiedenis: 442942
- Virtual International Authority File: 69203405